# VSC Zlín
VSC Zlín – czeski klub siatkarski z miasta Zlin. Założony został w 1936 roku. Obecnie występuje w najwyższej klasie rozgrywek klubowych w Czechach.
Od nazwy sponsora zespół przyjął nazwę Fatra EkoSolar Zlín.

## Rozgrywki krajowe
| 01 | 02 | 03 | 04 | 05 | 06 | 07 | 08 | 09 | 10 |
| -- | -- | -- | -- | -- | -- | -- | -- | -- | -- |
| 6  | 7  | 6  |    |    |    |    | 9  | 7  | 6  |

## Rozgrywki międzynarodowe
| Sezon     | Rozgrywki     |
| --------- | ------------- |
| 1999/2000 | Liga Mistrzów |

## Medale, tytuły, trofea
- Mistrzostwo Czech: 1999

## Kadra w sezonie 2009/2010
- Pierwszy trener:  Roman Macek
- Drugi trener:  Ivan Dostál

| Nr | Imię i nazwisko   | Data ur. | Wzrost | Pozycja |
| -- | ----------------- | -------- | ------ | ------- |
| 1  | Tomáš Marek       |          |        |         |
| 2  | Jan Krba          | 1986     |        |         |
| 3  | Michal Čechmánek  | 1984     |        |         |
| 4  | Michal Přikryl    |          |        |         |
| 5  | Kamil Feňo        |          |        |         |
| 7  | Ondřej Skyba      | 1987     |        |         |
| 8  | Dominik Mračko    | 1982     |        |         |
| 10 | Petr Sedláček     | 1971     |        |         |
| 11 | Petr Jakubíček    | 1970     |        |         |
| 12 | Aleš Paták        | 1978     |        |         |
| 13 | Přemysl Obdržálek | 1977     | 194    | libero  |